# CeCe Rogers
CeCe Rogers, nato Kenneth Jesse Rogers III (East Cleveland, 30 aprile 1962), è un cantante, musicista e produttore discografico statunitense originario di Cleveland, Ohio.
Il soprannome di CeCe gli fu dato da James Brown, che assistette ad una sua esibizione, all'età di 11 anni, mentre imitava Chubby Checker. Rogers è riconosciuto come uno dei più stimati e apprezzati cantante nel panorama della musica House. Nel 1987 CeCe incise la canzone “Someday” in collaborazione con Marshall Jefferson che, sino ad oggi, è considerata un inno nel genere della musica house, posizionandosi al terzo posto nella classifica Mix Mags dei 100 più grandi singoli di tutti i tempi.

## La formazione artistica
Nato Kenneth Jesse Rogers III, Rogers ha frequentato la Shaw High School in East Cleveland, Ohio, e la Barklee College of Music di Boston, in Massachusetts. CeCe cominciò a studiare pianoforte all'età di cinque anni. Sua madre, un'insegnante di musica, lo introdusse al gospel, il genere che è alla base della sua formazione musicale. Fu considerato un bimbo prodigio e all'età di nove anni comparve come musicista in un programma televisivo settimanale “The Gene Carroll Show”.
Trasferitosi a New York nel 1984, CeCe insegnò canto e pianoforte, lavorando al contempo con diversi artisti, tra cui Melba Moore, Freddie Jackson, e Curtis Hairston. Si esibiva anche con il suo gruppo, CeCe& Company, il cui repertorio includeva motivi jazz e R&B. Alcuni dei cantante del gruppo a quei tempi erano Sybil Lynch, Adeva, e Kenny Bobien.

## La carriera discografica
Nel 1987 CeCe incise la canzone “Someday” con Marshall Jefferson e immediatamente firmò il contratto con la Atlantic Records, facendo di Someday la prima canzone house ad essere prodotta da una un'importante casa discografica. Questa canzone ha venduto milioni di copie in tutto il mondo ed è stata riedita diverse volte. È apparsa nel famoso videogame Grand Theft Auto: San Andreas, trasmessa dalla stazione radio House SF-UR.
Non rendendosi conto dell'ingente fascino che la musica House stava esercitando in Europa, CeCe si allontanò dalle scene della musica House e lanciò il suo album di debutto “CeCe Rogers” nel 1989. L'album era un mix di R&B e canzoni Hip Hop che ricevette enormi ed entusiasti consensi dalla critica, ma non dal pubblico. Anche il suo secondo album “Never Give up” del 1991 restò basso nelle classifiche avendo venduto solo 300 000 copie. CeCe sciolse il contratto con l'Atlantic e tornò a lavorare come cantante per spot pubblicitari e a suonare le tastiere. Nel 1993 David Morales reclutò CeCe per lavorare al suo album di debutto “Games”.Ha lavorato su molti dei progetti di remix di David Morales, inclusi "The Best Things In Life Are Free" Janet Jackson & Luther Vandross, e sulla colonna sonora di Sister Act. CeCe ha prodotto e scritto molte canzoni con il suo amico e partner Marshall Jefferson.
Nel 1989 scrisse e produsse la hit per il Regno Unito"Got to get you back" per Kym Mazelle.
La musica house crebbe rapidamente partendo da Chicago e mettendo radici nel New Jersey. Il Jersey House Sound combina l'house con l'R&B, melodie del Gospel fuse a vocalità profonde ed intense. Club Zanzibar, Movin Records, Club 88 divennero popolari luoghi di aggregazione per i maggiori esponenti della musica house. Estremamente apprezzata nel Nord del Regno Unito, la Soul House incrementò in Europa quando CeCe intraprese una tournée con Marshall Jefferson. La corpulenza e la potenza della sua voce, il ritmo deciso suonato sul pianoforte resero CeCe una leggenda nel movimento della musica soul house.
Nel 1994 CeCe registrò una serie di pezzi di successo con il gruppo italiano Jestofunk., che lo portarono ad esibirsi in tre tournée mondiali. Dopo cinque anni di concerti per tutto il mondo con i Jestofunk, CeCe decise di fermarsi per insegnare. Il suo progetto era quello di insegnare per un solo anno. Rendendosi conto della necessità di avere più  insegnanti Afroamericani uomini nella comunità cittadina, CeCe insegnò produzione musicale per otto anni nella Essex County Vocational School nel New Jersey. Rapidamente divenne supervisore per il distretto e formò un coro gospel vincitore di diverse gare tra cui il McDonald's Gospelfest e il festival musicale Cherry Blossom.
Il 2004 vide un'altra importante collaborazione con un altro italiano, Dj Tommy Vee. Il duo combinò la traccia de “La Serenissima" "Rondo Veneziano" con l'incomparabile voce soul di CeCe, che diede la nascita all'enorme successo italiano “Stay”.
Originariamente legato all'Atlantic Records, CeCe incise differenti brani da discoteca dei tardi anni '80 e dei primi '90 e due album per l'etichetta.
Attualmente CeCe incide per la USB Records in New Jersey, di cui è il proprietario insieme a Jefferson. Nel 2007 ha inciso una nuova versione di “Someday”.
CeCe è tornato al gospel, la musica che ha maggiormente caratterizzato la sua formazione musicale. Nel 2008 ha scritto le musiche per il musical gospel “Stand Up the Gospel Revolution” di cui è stato il protagonista.
Nel 2009 ha lanciato il suo quarto album “The Evolution of Gospel House” ed è in giro per l'Europa con il suo nuovo musical "Stand Up the New Revolution".

## Discografia
- Ce Ce Rogers - Atlantic 82021 (1989)
- Never Give Up - Atlantic 82286 (1991)
- Someday (12") - Atlantic (1987)
- Forever/Someday (12",W/Lbl) - Atlantic (1989)
- All Join Hands (12") - Atlantic (1990)
- Thick Girlz (12") - Atlantic (1991)
- Brothers & Sisters (12", Promo) - Atlantic (1992)
- Can We Live (12") - Club Tools (1994)
- No Love Lost (12") - Groove On (1994)
- Can We Live? (CD, Maxi) - Deconstructed Music (1995)
- Come Together (The Mixes) (CD, Maxi) AM:PM (1995)
- In The Morning (CD, Maxi) Jellybean Recordings (1996)
- My Sweet Lord (12") Not On Label (1997)
- Superstar (12") Blackjack Phonographics (1997)
- Movin' On (2x12") SoulShine Recordings (1998)
- Happy (12") Club Tools (1999)
- Gimme Your Love (CD, Maxi) Feel The Rhythm (2000)
- Come On & Dance (Grant Nelson Mixes) (12") Swing City Records (2004)
- It's Alright (12") Swing City Records (2005)
- Beautiful (12", S/Sided, Promo, W/Lbl) USB Records (2008)
- "Right Now" USB Records (2013)
- "I Need" USB Records (2014)
- "Who's Loving you? USB Records (2014)
- "Nobody But Me" USB Records (2016)
- "Hey" USB Records (2016)
- "Get Up" USB Records (2016)
- "By Faith" USB Records (2015)
- "Let's Go to Church" USB Records (2017)
- "When We All Pull Together" USB Records (2017)
- "Stained Glass"  USB Records (2017)
- "Holding on"  USB Records (2017)
- "Then Came You"  USB Records (2017)
- "Rumors & Lies"  CeCe Rogers & MOODLIFE - USB Records (2017)
- "Beautiful"  USB Records (2017)
- "Dare I say"  USB Records (2017)
- "Sing Shout"  USB Records (2017)
- "I Am Woman" ft Toni Bowens - USB Records (2017)
- "Can't Let Go" CeCe Rogers & Andrea Ferrini - USB Records (2017)
- "When We All Pull Together Unity Remix" starring Jeff Redd, Kenny Bobien, Aaron K Gray - USB Records (2017)

## Production Credits
- Dancing In The Spirit (12", Promo) Strictly Rhythm
- Crazy (CD)"Got To Get You Back"Syncopate (2) (1989)
- Crazy (LP)"Got To Get You Back"EMI Electrola (1989)
- Crazy (CD)"Got To Get You Back"EMI Electrola (1989)
- Flyguys Rock The Underground (LP)"I'll Do Anything"SBK Records (1989)
- Flyguys Rock The Underground (CD)"I'll Do Anything"SBK Records (1989)
- I'll Do Anything (Extended Remix) (12") Capitol Records (1989)
- I'll Do Anything (12") SBK Records 1990
- House Expansions - The First Year Anthology (CD) It's Gonna Be Alright Kaleidiascope Records 1992
- Rejoice (12") Movin' Records 1992
- Call On Me (12") Heavy Left Records 1993
- I Don't Wanna Be Alone (12") Heavy Left Records 1993
- Movin' Records - The Real Sound Of New Jersey (CD) Rejoice (Sermon Mix) World Series Records UK 1993
- Strictly Rhythm - The Second Album (CD, Comp) Work It Out React 1993
- Can't Stop Loving You (12") Heavy Left Records 1994
- House Underground United (3xLP) The Real Thing (The St... Nite Stuff 1994
- Movin' Non Stop (CD, Comp, Mixed) Rejoice Maxi Records 1995
- Where Were You (12") Airplane! Records 1998
- Welcome To The World Of Marshall Jefferson - A Testament To House Music (CD, Enh + CD)

Needs Not Wants Welcome To The World Of.. 2001
- Never (12") Airplane! Records 2000
- Eightball Records Compilation Volume 3 (CD) The Real Thing (Ode To... Eightball Records 1994
- The Real Thing (Ode To Prince Teddy) (12") The Real Thing (Ode To... Eightball Records 1994
- Dancing In The Spirit (12", Promo) Strictly Rhythm
- London Grooves (CD) Superstar Dance Network
- Roadkill! 2.14 (CD) Can We Live Hot Tracks
- Rosige Zeiten - Teil 2 (CD) Superstar (DJ Antoine... Spezial Music
- Some Justice (12", S/Sided, W/Lbl) Not On Label
- Understand Me (2x12") Hole
- Got To Get You Back (12") Syncopate (2), EMI Records 1989
- Now Dance 89 - The 12" Mixes (2xCD) Got To Get You Back (T... Virgin, EMI Records 1989
- Some Justice (12") Urban Shakedown 1992
- Needs (Not Wants) (12") Strictly Rhythm 1993
- Say It Again (12") Rec In Pause 1993
- The Program (CD) Games Mercury 1993
- Bitch Compilation (CD, Comp, Mixed) Can We Live PZ Productions 1994
- Can We Live (12") Rec In Pause 1994
- Say It Again (12") Dance Pool 1994
- Strictly Dance - Volume One (CD) Say It Again Not On Label 1994
- Can We Live (12") Deconstructed Music 1995
- Dance Pool Party Été 95 (CD, Comp) Can We Live (Radio Edit) Dance Pool 1995
- House Musik (2xCD, Comp) Can We Live Remixes 95 Club Tools 1995
- Journeys By DJ Volume 9: The Ultimate Beach Party Mix (CD) Can We Live? (Joke Remix) Music Unites 1995
- Love In A Black Dimension (CD, Album) Can We Live, The Ghetto Rec In Pause 1995
- N.Y.C. Jam Session + The Best Of Morel's Grooves (2xCD, Album) Hollar (Throw Up Your... Cutting Edge 1995
- Say It Again (12") Say It Again (Club Mix... Rec In Pause 1995
- Sotterranea Volume One (CD, Mixed, Comp) Can We Live Irma 1995
- The House Of Handbag (2xCD, Comp) Can We Live (Club Mix) Ultrasound Records 1995
- National Anthems (Cass) Get It Right, I Love M... Festival Records 1996
- Strictly Rhythm / Move Your Body (CD) Hollar (Throw Up Your... Cutting Edge 1996
- The Ghetto (JFK Remix '96) (12") The Ghetto (JFK Remix... Rec In Pause 1996
- Deep States - Patrolling The Edge Of Deep House & Techno (2xLP, Comp) Needs (Not Wants) Slip 'n' Slide 1997
- Late Night Sessions II (2xCD, Mixed, Comp) Superstar Open 1997
- Late Night Sessions II - X-Press 2 (3xLP) Superstar Open 1997
- Love In A Gold Dimension (2xCD, Album) Can We Live, The Ghetto Irma 1997
- Love In A Gold Dimension (2xLP, Album) The Ghetto Irma 1997
- Movin' On (12") Suntune 1997
- Superstar (12") Art Form Records 1997
- Take Me Higher (12") Ethos Mama Records 1997
- Dance Music No. 1 (CD, Mini, Promo) Say It Again Sony Music Special Products, Sony Music Entertainment (France) 1998
- Love In A Gold Dimension (2xCD) Can We Live, Say It Ag... Club Tools 1998
- Speedgarage Explosion (CD, Comp, Mixed) Superstar (Xen Mantra... Force Inc. Music Works 1998
- Universal Mother (3xLP) Columbia 1998
- Universal Mother (CD) Be A Warrior, Happy, J... Club Tools 1998
- Universal Mother (CD, Album) Be A Warrior, Happy, J... Dance Pool 1998
- We Live As One (12") Playola 1998
- You Don't Know (12", Promo) Strictly Rhythm 1998
- You Don't Know (12", Promo) FFRR 1998
- You Don't Know (M.A.S. Collective Remix) (12", Promo, S/Sided) FFRR 1998
- Club Tools Vol. 2 (2xCD, Comp) Happy (House-O-Matic R... Edel Records 1999
- Discoparade Estate '99 / Discoparade Anni 90 (2xCD, Comp) Can We Live Do It Yourself Entertainment 1999
- Happy (12") Columbia 1999
- Happy (12") Happy (Bob Sinclar's A... Dance Pool 1999
- House Of Irma Vol. 2 - A Travelling Guide Into Trippy House (2xLP) Can We Live (Fire Isla... Irma 1999
- Joy (12") Slip 'n' Slide 1999
- Stand Up (2x12") Airplane! Records 1999
- Superstar (12") Superstar (Da Players... Blackjack Phonographics 1999
- You Don't Know (1999 Remixes) (12") Groovilicious 1999
- You Don't Know (Remix) (12") Airplane! Records 1999
- 2020 (CD, Comp, Mixed) Superstar Universal Music (Switzerland) 2000
- An Own World Volume 5.1 (2xCD) Superstar (DJ Antoine... Drizzly 2000
- BerlinBerlin (2xCD) Superstar (DJ Antoine... DJ-sets.com 2000
- Divas Of Dance (CD, Comp) Joy (M.A.S. Collective... Slip 'n' Slide 2000
- Dizcotheque Vol. V - Houseparty 2000 (CD, Comp + CD, Comp, Mixed) Superstar (Da Players... Twenty Third Tribe 2000
- Dizcotheque Vol. VI - Houseparty 2000 (2xCD) Superstar (Ten Bar's V... Twenty Third Tribe 2000
- Double House (Vol. 1) (CD, Comp, Mixed) Gimme Your Love (Da 20... OXA 2000
- Gimme Your Love (12") Happy Music 2000
- House Ball Vol. 3 - The Finest in Vocal House (2xCD, Mixed, Comp) Superstar (DJ Antoine... ZYX Music 2000
- Houseplosion 3 (CD) Gimme Your Love (Da 20... UCA Records 2000
- Houseworks 01 (CD, Mixed, Comp) Superstar (DJ Antoine... Muve Recordings 2000
- Irma Unlimited 05 - Fall / Winter House Collection (3xLP) Be A Warrior (Bourbon... Irma Unlimited 2000
- Irma Unlimited 05 - Fall / Winter House Collection (CD, Comp, Dig) Be A Warrior (Bourbon... Irma Unlimited 2000
- Never (12") Airplane! Records 2000
- Real Groove Allstars Part One (2xLP) Superstar (DJ Antoine... Real Groove 2000
- The Deep Collection (CD) Give Me Your Love Casamba 2000
- Ugly House Vol. 7 (CD, Mixed, Comp) Superstar (DJ Antoine... TBA 2000
- Ugly House Volume 7 (CD, Mixed, Comp) Superstar (DJ Antoine... UCA Records 2000
- Café Noir - Acid Jazz Vol. 1 (CD) The Ghetto Pyramide 2001
- Nightflight Deluxe - The Premium House Collection (2xCD) Happy (Radio Edit) Edel Records (Germany) 2001
- A New Reality (CD) Hit The Floor Definity Records 2004
- Can We Live 2004 (12") 909 Records 2004
- Discoradio Compilation 2004 (2xCD, Comp, Mixed) Stay Do It Yourself Entertainment 2004
- DJ Selection 4: The History Of House Music Part 2 (CD, Comp) Can We Live Do It Yourself Entertainment Strategic Marketing 2004
- For DJs Only 04/2004 (2xCD) Stay (Club Mix) Universal Music (Italy) 2004
- Generation Cocktail Volume 2 (2xCD) The Ghetto (Flute Mix) S.A.I.F.A.M. 2004
- Hed Kandi World Series 2 (3xCD, Comp, Mixed) Stay Hed Kandi Records 2004
- Pioneer The Album Vol. 5 (3xCD) Stay Blanco Y Negro (2) 2004
- Stay (12") Airplane! Records 2004
- Stay (CD, Maxi) Universal Music (Italy) 2004
- Tam Tam Compilation (2xCD) Stay S.A.I.F.A.M. 2004
- Contatto House (CD, Mixed, Comp) I Can't Get Over You (... Nitelite Records 2005
- Dee Jay Set Volumequindici / DJ Set Vol. 15 (CD) I Can't Get Over You (... Global Net Records 2005
- For DJs Only - Club Selection 05/2005 (2xCD) Supamodel (Klub Mix) Universal Music (Italy) 2005
- For DJs Only 02/2005 (2xCD, Comp) I Can't Get Over You (... Universal Music (Italy) 2005
- I Can't Get Over You (12") Airplane! Records 2005
- I Can't Get Over You (Remixes) (CD, Maxi) Universal Music (Italy) 2005
- House Deluxe Compilation (CD) Supamodel (T&F Origina... Atlantis Records (Italy) 2006
- Ministry Of Sound - The Annual 2006 (2xCD) Supa Model (Andrea T. ... Universal Music (Italy) 2006
- Mystery Of Love (The Heavy Remake) (CD, Maxi) Work It Out USB Records 2006
- Italo Old: Old School Cuts From The Italian House Music Scene (2xCD, Comp) Can We Live (Club Mix) Irma 2007
- DJ Selection 198: The House Jam Part 51 (CD, Comp) Let's Get Back The Fee... Do It Yourself Entertainment Strategic *Marketing 2008
- DJ Selection 205: The History Of House Music Part 15 (CD, Comp) Stay (T vs. Moltosugo... Do It Yourself Entertainment *Strategic Marketing 2008
- DJ Zone - First Class 08 (CD, Comp) Let's Get Back The Fee... Time Records 2008
- Complete Dance Anthems Vol. 2 (4xCD) Someday DMC
- Dance '90 Vol.2 (CD, Comp) Can We Live Muzic Without Control Records
- DJ On The Mix Volume 5 (CD, Comp, Mixed) Come Together Flying Records
- Hard Grooves Vol. 1 (12") Someday Limited Records
- Marshall Jefferson Classic Mixes Volume 1 (2x12") Someday Not On Label
- Original House Anthems (12") Someday Dance Music Classics
- The Best Of House (CD, Comp) Someday DMC
- The Finest Tunes Vol. 2 (12") Superstar (DJ Antoine... Ibiza & French House Gourmets
- Vinyl Smooth 001 (12", Promo) No Love Lost Vinyl Smooth
- Soulbeat 1 (CD) Someday (Club Mix) WEA Musik GmbH 1988
- Soulbeat 1 (2xLP, Comp) Someday (Club Mix) WEA Musik GmbH 1988
- September 89 - Mixes 2 (12") Someday DMC 1989
- Soulbeat 6 (2xLP) Forever WEA Musik GmbH 1989
- Soulbeat 6 (CD) Forever (12" Extended... WEA Musik GmbH 1989
- Tanzbar (2xLP) Forever (Club Mix) Widder Musik 1989
- Tanzbar (CD, Comp, Vol) Forever (Club Mix) Widder Musik 1989
- Remix Trax Vol. 4 - US House Issue (CD, Comp) Can You Feel It Meldac Corporation 1993
- Classic House Mastercuts Volume 1 (CD, Comp) Someday (Original 12" ... Mastercuts 1994
- Classic House Mastercuts Volume 1 (2xLP) Someday (Original 12"... Mastercuts 1994
- Classic House Mastercuts Volume 1 (Cass) Someday (Original 12" ... Mastercuts 1994
- Dimitri Presents Static Tracks Vol. 3 (CD) Cece's Groove Outland Records 1994
- House Of House Vol. 1 (CD, Comp, Mixed) No Love Lost House Of House 1994
- Primal Cuts (CD, Comp, Mixed) Ce Ce's Groove Not On Label 1994
- Remix Culture 133 (2x12") Someday DMC 1994
- Start The Party! Volume 1 (CD) Someday (Club Mix) Big Beat 1994
- Strictly House (2xCD) No Love Lost ZYX Music 1994
- Strictly Rhythm Mix (CD, Comp, Mixed) No Love Lost (Morel's... Strictly Rhythm 1994
- The Psycho Selection (CD) No Love Lost DMM - Dance Music Magazine 1994
- Ballroom Tunes 5 - Music From The Club La Rocca (CD) Come Together (LWS Inf... Big Time International 1995
- Dance Pool Party Été 95 (CD, Comp) Can We Live (Radio Edit) Dance Pool 1995
- Deadly Grooves - Strictly The Best (CD) No Love Lost Quality Records / Quality Music & Video 1995
- Harmony House - The Compilation (2xCD) Can We Live (Remix '95) MMS 1995
- House Musik (2xCD, Comp) No Love Lost (Morel's... Club Tools 1995
- Sotterranea Volume Two (CD, Comp, Mixed) Can We Live (Joke Vers... Irma 1995
- The Bomb Collection (CD, Comp, Mixed) Say It Again UMM 1995
- This Is Strictly Rhythm (CD, Comp + CD, Comp, Mixed) No Love Lost ZYX Music 1995
- History Of House Music Vol. 1 (Chicago Classics) (CD) Someday Cold Front 1996
- Mellow Trax (CD) No Love Lost ZYX Music 1996
- Roadkill! 2.14 (3x12", Comp, Promo) Can We Live (Digital Mix) Hot Tracks 1996
- Strictly Rhythm - Fruits Of Music (CD) Come Together (Danny R... Cutting Edge 1996
- Warehouse Grooves (Volume 4) (CD, Comp, Mixed) It's Gonna Be Alright SPG Music Productions Ltd. 1996
- Club Sounds Vol. 3 (2xCD) No Love Lost (Radio Mix) Polystar Records 1997
- House Kisses (2xCD) No Love Lost (Morel's... ZYX Music 1997
- Late Night Sessions II (2xCD, Mixed, Comp) Superstar Open 1997
- N.Y.C. House (2xCD) No Love Lost (Morel's... ZYX Music 1997
- Shine (CD) In The Morning (Vocal... Jellybean Recordings 1997
- Speedgarage Explosion (CD, Comp, Mixed) Superstar (Xen Mantra... Force Inc. Music Works 1998
- Party House Classics (2xCD) No Love Lost Polystar Records 1999
- Ultimate House (2xCD) Someday Beechwood Music 1999
- BerlinBerlin (2xCD) Superstar (DJ Antoine... DJ-sets.com 2000
- Dance Train 2000/3 (Club Edition) (2xCD) No Love Lost (12 Mix) EVA Belgium 2000
- House Ball Vol. 3 - The Finest in Vocal House (2xCD, Mixed, Comp) Superstar (DJ Antoine... ZYX Music 2000
- Houseworks 01 (CD, Mixed, Comp) Superstar (DJ Antoine... Muve Recordings 2000
- Strictly Dance 5th Anniversary (2x12", Ltd) No Love Lost Groovy Records 2000
- Back To Love - Limited Edition Sampler Vol. 6 (2xLP) Someday (Club Mix) Hed Kandi Records 2001
- Back To Love 2 (2xCD, Comp) Someday (Club Mix) Hed Kandi Records 2001
- Café Noir - Acid Jazz Vol. 1 (CD) The Ghetto Pyramide 2001
- History Of House (2xCD, Comp) Someday Channel Four Music 2001
- Ibiza - The History Of House (3xCD, Mixed) Someday (Club Mix) Warner Strategic Marketing (UK) 2003
- Marshall Jefferson - Move Your Body • The Evolution Of Chicago House (2xLP) Someday Unisex 2003
- Move Your Body • The Evolution Of Chicago House (2xCD, Mixed, Comp) Someday Unisex 2003
- Club Cuts 258 (12") Sweet Billie Jean Boot... DMC 2004
- Cream Classics: Vol. 2 (3xCD) Someday (Club Mix) Warner Strategic Marketing (UK) 2004
- DJ Selection 4: The History Of House Music Part 2 (CD, Comp) Can We Live Do It Yourself Entertainment Strategic Marketing 2004
- For DJs Only 04/2004 (2xCD) Stay (Club Mix) Universal Music (Italy) 2004
- Pioneer The Album Vol. 5 (3xCD) Stay Blanco Y Negro (2) 2004
- Tam Tam Compilation (2xCD) Stay S.A.I.F.A.M. 2004
- Club Cuts 275 (12") Billie Jean vs. Someda... DMC 2005
- For DJs Only - Club Selection 05/2005 (2xCD) Supamodel (Klub Mix) Universal Music (Italy) 2005
- Ministry Of Sound - The Annual 2006 (2xCD) Supa Model (Andrea T. ... Universal Music (Italy) 2006
- Renaissance: The Classics - Part 2 (3xCD, Mixed, Comp) Someday (Club Mix) Sony BMG Music Entertainment (UK) Ltd. 2006
- Italo Old: Old School Cuts From The Italian House Music Scene (2xCD, Comp) Can We Live (Club Mix) Irma 2007
- Dance Power 16 (3xCD, Comp, P/Mixed) No Love Lost Vidisco 2008
- DJ Selection 190: The House Jam Part 49 (CD, Comp) No Love Lost (D.O.N.S.... Do It Yourself Entertainment Strategic Marketing 2008
- DJ Selection 198: The House Jam Part 51 (CD, Comp) Let's Get Back The Fee... Do It Yourself Entertainment Strategic Marketing 2008
- DJ Selection 205: The History Of House Music Part 15 (CD, Comp) Stay (T vs. Moltosugo... Do It Yourself Entertainment *Strategic Marketing 2008
- DJ Zone - First Class 08 (CD, Comp) Let's Get Back The Fee... Time Records 2008
- Club Classics Vol. 2 (12") Someday House Party
- David Morales Classic Mixes Volume One (2x12") All Join Hands (Extend... House Legends
- Here Comes The Rain Again / Better Days / You / All Join Hands (12") All Join Hands Not On Label
- Knights Of The Turntable Vol. 28 (12") Someday Knights Of The Turntable (White)
- Sneekies Volume 1, 4 Track EP (12") Someday Not On Label
- Someday / Back To Love (GP Club Mix) (12") Someday Not On Label
- Untitled (12", W/Lbl) All Join Hands Not On Label
- Des Top Tunes Vol. 1 (12", W/Lbl) Never Give Up The Passion Not On Label 1992
- Untitled (12", W/Lbl) Someday Not On Label 1993
- Sweet Harmony (12", S/Sided, Promo, Ltd) Playable Music 2004
- The Greatest House Acappellas Volume One (12") What Is House Music (A... The Greatest House Acappellas (White) 2005
- Remixes Vol. 6 Chris The French Kiss (2x12") Happy (Bob Sinclar Re... The Deep House Experience 2006
- Someday (12", S/Sided, W/Lbl) Not On Label, Jake Bayzli (White) 2007
- Bob Sinclar ft CeCe Rogers "I want you"
- Mauro Mondello, AfroB & CeCe Rogers "Fell In Love"